# Церковь Успения (Белый Берег)
Це́рковь Успе́ния — разрушающийся православный храм в селе Белый Берег Сафоновского района Смоленской области.

## Описание
На высоком мысу над Днепром в 1860—1868 гг. был сооружён кирпичный двухэтажный храм на средства помещика Жегалова. Нижний этаж занимала Успенская церковь, верхний — храм во имя Равноапостольных Константина и Елены.
С севера и юга к основному объёму примыкали колонные портики в формах позднего классицизма.
До наших дней сохранились только руины трёхъярусной колокольни и остатки стен центральной части взорванного храма.